# Maagdelijke voortplanting

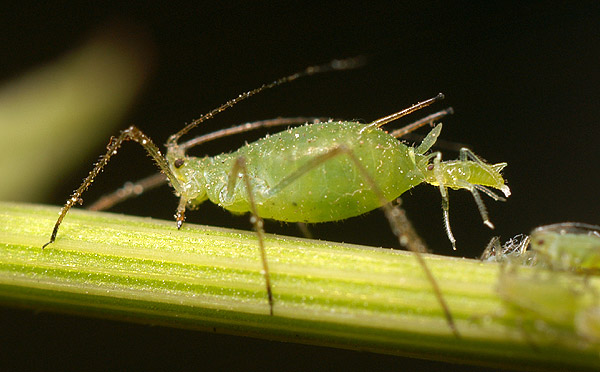
Veel bladluizen kennen maagdelijke voortplanting.

Maagdelijke voortplanting of parthenogenese, een vorm van ongeslachtelijke voortplanting, is het verschijnsel dat vrouwtjes van bepaalde diersoorten nakomelingen kunnen krijgen zonder dat hier mannetjes aan te pas komen: maagdelijke vrouwtjes leggen spontaan eitjes of baren jongen. Het woord parthenogenese komt van een samenvoeging van de Oudgriekse woorden παρθένος (maagd) en γένεσις (geboorte). Bij planten spreekt men niet van parthenogenese maar van apomixie.
De nakomelingen van maagdelijke voortplanting zijn gewoonlijk vrijwel uitsluitend vrouwtjes.
Maagdelijke voortplanting is niet hetzelfde als ongeslachtelijke voortplanting; dit laatste begrip is ruimer en slaat bijvoorbeeld ook op vegetatieve vermeerdering, zoals het stekken van planten en op prokaryote organismen die geen meiose kennen en niet in verschillende seksen voorkomen, zoals bacteriën.

## Voorbeelden
De Indische wandelende tak, sommige kevers, beerdiertjes en vele bladluizen, maar ook sommige hagedissen, salamanders en slangen zijn voorbeelden van soorten met maagdelijke voortplanting. 
Ook bij de komodovaraan schijnt sprake te zijn van parthenogenese en bij de haai is dit waargenomen. Er bestaan ook waarnemingen die suggereren dat sommige spinnen hiertoe in staat zijn.
Bij sommige diersoorten lijkt er uitsluitend sprake te zijn van parthenogenese. Er zijn dan vaak in het geheel geen mannetjes. Bij andere soorten is zowel parthenogenese als geslachtelijk voortplanting mogelijk. Soms worden dan één of meer generaties parthenogenetische voortplanting afgewisseld met geslachtelijk voortplanting. Dit komt bij bladluizen veel voor. Parthenogenese wordt soms ook niet opgemerkt omdat er wel gepaard wordt, maar deze paring enkel dient om de hormonenspiegel zodanig aan te passen dat het vrouwtje nakomelingen kan voortbrengen. De zaadcellen van het mannetje worden dan afgebroken zonder dat ze gebruikt zijn.

## Arrhenotokie en thelytokie
Bij de Hymenoptera (bijen, wespen en mieren) komt een bijzondere vorm van parthenogenese voor die arrhenotokie genoemd wordt. Bij de arrhenotoke voortplanting worden uit onbevruchte eieren mannetjes geboren en uit bevruchte eieren vrouwtjes. Maagdelijke vrouwtjes krijgen uitsluitend mannetjes als nakomelingen, bevruchte vrouwtjes kunnen bij de ovipositie de bevruchting al dan niet laten plaatsvinden. Aangezien de onbevruchte eieren haploïd zijn, zijn de mannetjes haploïd. Bevruchte eieren daarentegen zijn diploïd en leveren vrouwtjes op. De sexratio bij soorten die zich op deze manier voortplanten kan enorm variëren naargelang de beschikbaarheid van mannetjes.
- Bij Nasonia vitripennis (een sluipwesp-soort) zijn de vrouwtjes haploïde – een fenomeen dat, op één soort mijt na, nog nooit eerder in de natuur is waargenomen. Door selectie en het opkweken bij hoge temperaturen lukte het om uit onbevruchte eieren niet alleen gynandromorfen te verkrijgen, maar ook individuen die volledig vrouwelijk waren en dus geen mannelijke eigenschappen bezaten.[3]
- Bij deze zelfde groep insecten komt ook thelytokie voor. Het zijn populaties waarbij de onbevruchte eieren diploïd zijn. Er komen dan zelden mannetjes voor en als ze voorkomen, dan hebben ze geen functie. In dergelijke populaties zijn alle individuen genetisch vrijwel identiek.

## Gynogenese
Bij vissen treedt in de natuur vaak gynogenese op bij bijvoorbeeld de giebel (Carassius gibelio) en goudvis. De eicel wordt onder kunstmatige omstandigheden met uv-licht geactiveerd, tot delen door vreemd of steriel gemaakt sperma. Het genetisch materiaal van het tweede poollichaampje wordt gebruikt om het embryo diploïd te maken. De nakomelingen zijn homozygoot, maar niet identiek aan het moederdier, tenzij het moederdier ook homozygoot was. Het is ook mogelijk gynogenese te bereiken door een koude of drukschok waardoor endomitose wordt veroorzaakt en de haploïde eicel zijn chromosomen verdubbelt. In de aquacultuur of voor onderzoek is het op deze manier mogelijk genetisch gelijke dieren te verkrijgen. Bij de eerste vorm van gynogenese wordt ook een bibliotheek aangelegd, omdat alle nakomelingen homozygoot zijn, maar met verschillende homologe chromosomen komen bij een groot aantal nakomelingen alle recessieve eigenschappen van het moederdier aan het licht.